# Lnozavoda
Lnozavoda (en rus: Льнозавода) és un poble (un possiólok) del krai de Krasnoiarsk, a Rússia, segons el cens del 2017 tenia 48 habitants. Pertany al districte municipal d'Aguínskoie.